# 富裕老窖
富裕老窖是黑龙江省富裕县出产的一种麸曲浓香型白酒，源于1915年乡绅杨贵棠开设的“小醑”酒坊，因受欢迎而扩大店面，于1924年改称“鸿源涌烧锅”，再于1945年改称“同源涌烧锅”，後國有化更名为富裕制酒厂。
酒厂原产品一直只产散装白酒，年产量仅为区区数千斤，1973年酒厂车间主任赵修身、技术员杨洪臣、周乐信等人随厂长刘永峰去泸州老窖和五粮液酒厂考察学习，赵修身回厂时从泸州老窖酒厂带回两斤窖泥，与中国科学院微生物研究所所长方心芳教授提供的生香酵母一起扩大培养，以麸曲制糖化剂，率攻关小组研制出浓香型富裕老窖，原名“嫩源香“，后经专家建议改名为”富裕老窖“。质量和许多以粮食曲所酿名酒一样，但麸曲价格只为粮食曲的三分之一，不但节约了大量粮食，也降低了生产成本。